# Speia
Speia é um gênero de traça pertencente à família Arctiidae.